# Mas Aloart (Vilobí d'Onyar)
Mas Aloart és un edifici del municipi de Vilobí d'Onyar (Selva). Es tracta d'una construcció de tipus basilical, amb vessants als laterals i cornisa catalana d'una sola filada de teules que està orientat al sud. Està situat dins d'un tancat que confronta amb un camí a l'esquerra i amb l'accés principal per la carretera d'entrada al nucli de Salitja. Forma part de l'Inventari del Patrimoni Arquitectònic de Catalunya.

## Descripció
La façana principal té un portal quadrangular amb llinda monolítica i a sobre una finestra quadrangular amb brancals i llinda de pedra amb la inscripció "16 PONS GABET 90", que és la data de construcció i el nom del propietari. La finestra del primer pis de la dreta també és de pedra i la resta d'obertures són simples. A les golfes trobem una galeria de tres arcs de mig punt i barana de gelosia de rajols. El parament és arrebossat i pintat de blanc amb un sòcol d'un metre d'arrebossat granulat de color vermellós. A la part del darrere hi ha una ampliació que pràcticament dobla l'espai d'un cos de planta rectangular amb coberta a dues vessants amb caiguda a laterals. En aquesta construcció més tardana totes les obertures són simples. Aquesta casa es troba en bon estat de conservació.

## Història
La finca sempre ha estat agrícola. Pertany a la família Aloart, abans Pons Gabet, tal com està inscrit a la llinda. Va canviar el nom per una pubilla. Cap a 1967-1968 es va fer una important reforma, fet pel qual s'ha conservat força bé.